# Tunnel tarsale

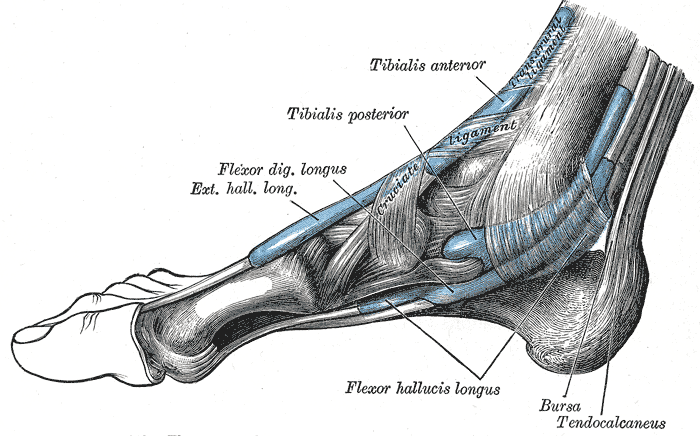
Disegno della visione mediale di un piede. Notare il retinacolo dei flessori individuabile fra il malleolo mediale e calcagno

Il tunnel tarsale, anche chiamato canale tarsale, è un tragitto osteo-fibroso situato nei pressi dell'articolazione della caviglia. È adagiato sul lato mediale della fila prossimale delle ossa tarsali, ossia astragalo e calcagno, che ne costituiscono il pavimento. Il tetto, ossia la superficie più superficiale, è il retinacolo dei flessori del piede, anche detto legamento laciniato, ispessimento della fascia profonda del piede, teso fra malleolo mediale della tibia e superficie mediale del calcagno.

## Contenuto
Così come l'equivalente carpale, il canale tarsale contiene in gran parte del suo volume dei tendini di muscolatura estrinseca del piede (ossia localizzata nella gamba) con azione flessoria. Questi sono ricoperti da una guaina sinoviale a testa, che ne amplia lo spazio occupato, riducendo in compenso l'attrito durante il loro scorrimento. La differenza principale dei due tunnel carpale e tarsale sta nella posizione, che nella caviglia è posteriore e nel polso è anteriore, per effetto della rotazione a cui sono sottoposti gli arti superiori a metà della quarta settimana di sviluppo embriologico. Mentre il tunnel carpale presenta nove tendini, per effetto della divisione in quattro, già avvenuta prossimalmente al polso, dei flessori delle dita, nel tunnel tarsale questo non si verifica, per cui i tendini sono tre singoli:
- tibiale posteriore
- flessore lungo dell'alluce
- flessore lungo delle dita

Tutti questi tendini sono rivestiti da una loro guaina sinoviale, che ne amplia lo spazio occupato in favore di una riduzione degli attriti con le pareti
Al contenuto tendineo si aggiunge il nervo tibiale (che qui si divide nelle sue due branche terminali: nervo plantare mediale e laterale), accompagnato dalla presenza dell'arteria e della vena tibiale posteriore, quest'ultima normalmente doppia.

## Fisiopatologia
La presenza del retinacolo a sormontare i tendini riveste l'importante funzione di stabilizzarne la posizione, oltre che quella meccanica di leva in grado di ottimizzarne la funzione, indirizzando la contrazione alle strutture di inserzione dei muscoli. Ciò è possibile grazie al tessuto connettivo fibroso che costituisce questo legamento, del tutto privo di componenti elastiche, non è estensibile al pari della dura parete mediale ossea.
Le caratteristiche della parete, sostanzialmente indeformabile, sono alla base della sindrome del tunnel tarsale, analoga a quella carpale ma di minore frequenza e notorietà. Questa sindrome insorge nel momento in cui uno o più dei tendini contenuti, per varie cause, aumenta di volume, comprimendo le restanti strutture del canale. La prima a risentirne è il nervo tibiale posteriore, motivo per cui la sindrome è accompagnata da un forte dolore. Nelle forme più gravi vengono compressi anche i vasi, con conseguente gonfiore.